# Крекінг-установка у Загребі
Крекінг-установка у Загребі — підприємство нафтохімічної промисловості у Хорватії, розташоване на східній околиці столичного міста Загреб (район Житняк). Станом на другу половину 2010-х років єдине у своєму типі в історії хімічної промисловості країни.
У 1980 році на сході Хорватії почалась розробка комплексу газових родовищ Молве, продукція яких містила велику кількість етану. Остання обставина призвела до рішення спорудити установку парового крекінгу (піролізу) – одна з небагатьох в Європі (поряд з британським заводом у Mossmorran Fife), розраховану на 100% використання цього найближчого гомологу метану.
Введена в експлуатацію у 1982 році, піролізна установка  мала потужність по етилену на рівні 90 тисяч тонн на рік. Її продукція призначалась для лінії поліетилену (85 тисяч тонн на рік), виробництва полістиролу (57 тисяч тонн) та зпіненого полістиролу (12 тисяч тонн). Враховуючи використання для крекінгу легкої сировини, продукувалась лише незначна кількість пропілену, яка споживалась як паливо. 
В 2012 році власник крекінг-установки та інших зазначених вище ліній компанія Dioki потрапила у банкрутство та була вимушена зупинити виробництво. Станом на 2018 рік продовжувались пошуки інвестора, який би міг викупити активи Dioki з подальшим запуском.